# コモンスケイト

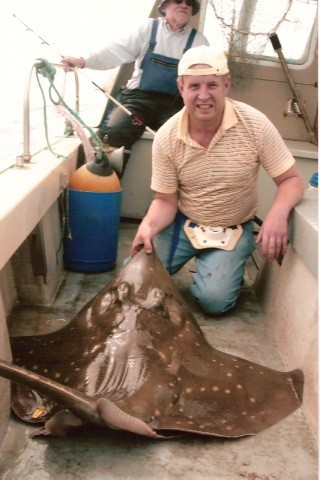
コモンスケイト

コモンスケイト（Dipturus batis）は、ガンギエイ属のエイ。
怪魚。blue skateともいう。近絶滅種。 推定年齢 50 ～ 100 歳。コモンカスベではない。
CRITICALLY ENDANGERED (IUCN Red List Ver. 3.1 (2001))

## 概要
世界最大のガンギエイで、最大２ｍにも達する。113 kgにもなる。オスは体長約 1.86 m 、メスは体長約 1.98 m になると成熟。性的成熟に達すると、隔年で繁殖します。彼らは春に交尾し、夏の間、雌は砂地または泥地の平原に約40個の卵を産む。
卵の長さは、角を除いて最大 25 cm。 2009 年と 2010 年に発表された研究では、この種は２種類に分割されることが明らかになった。 
全体的な形状は、尖った鼻とひし形の形状を特徴とし、尾に沿って棘またはとげの列がある。上面は一般にオリーブ色から茶色で、しばしば斑点模様があり、下面は明るい青灰色。

## 生態
主に水深 100 ～ 200 m で見られる底棲種。
現在、彼らの個体数と範囲は激減し、断片化されており、いくつかの場所で失踪が報告されている。 
ノルウェーとアイスランドからセネガルまでの大西洋北東部で見られる。	地中海でのその存在は疑わしい。以前の記録は、最近別種と見なされたD. intermediusに関係している可能性があるからである。